# Lafe McKee
Lafe McKee (de son vrai nom Lafayette Stocking McKee) est un acteur américain, né le 23 janvier 1872 à Morrison (Illinois) et décédé d'artériosclérose le 10 août 1959 à Temple City (Californie).
Lafe McKee commence à travailler à Hollywood vers 1913. Parmi son impressionnante filmographie, il tourne une majorité de westerns, où il côtoie Gary Cooper, John Wayne, Gene Autry et quelques autres.

## Filmographie partielle
- 1912 : The House of His Master de Lem B. Parker
- 1912 : All on Account of Checkers
- 1913 : Thor, Lord of the Jungles
- 1913 : The Adventures of Kathlyn
- 1915 : The Jaguar Trap
- 1915 : The Lion's Mate
- 1915 : The Vengeance of Rannah
- 1916 : The Adventures of Kathlyn
- 1917 : The Voice That Led Him
- 1918 : Daniel le conquérant (The City of Purple Dreams) de Colin Campbell
- 1918 : Little Orphant Annie de Colin Campbell
- 1924 : Bringin' Home the Bacon
- 1924 : Thundering Romance
- 1924 : Circus Lure
- 1925 : Double Action Daniels
- 1925 : Saddle Cyclone
- 1927 : Roarin' Broncs
- 1931 : The Vanishing Legion de Ford Beebe et B. Reeves Eason
- 1931 : Justiciers du Texas (Alias the Bad Man) de Phil Rosen
- 1931 : The Cyclone Kid de J. P. McGowan
- 1932 : Gold d'Otto Brower
- 1933 : Les Cavaliers du destin (Riders of Destiny)
- 1933 : L'Homme de Monterey (The Man from Monterey) de Mack V. Wright
- 1934 : À l'ouest des montagnes (West of the Divide)
- 1934 : L'Homme de l'Utah (The Man from Utah)
- 1934 : Un rude cow-boy (The Dude Ranger) d'Edward F. Cline
- 1934 : City Park de Richard Thorpe
- 1935 : Rustlers of Red Dog de Lew Landers
- 1936 : The Phantom Rider
- 1936 : Silly Billies de Fred Guiol
- 1937 : Melody of the Plains de Sam Newfield
- 1937 : The Mystery of the Hooded Horsemen de Ray Taylor
- 1941 : L'Homme de la rue de Frank Capra